# Emmanuele Borgatta
Emmanuele Borgatta (Ovada, 5 ottobre 1809 – Ovada, 2 aprile 1883) è stato un pianista e compositore italiano.
Studiò al conservatorio di Bologna con padre Mattei e, giovanissimo, iniziò un'applaudita carriera di concertista in Italia e in varie nazioni d'Europa.
Compose diversa musica strumentale e due opere liriche, Francesca da Rimini e Amore ed inganno eseguite con successo al Teatro Carlo Felice di Genova nelle stagioni 1835 e 1837.
Il Teatro alla Scala di Milano gli commissionò un'opera, la cui partitura gli venne sottratta in condizioni drammatiche da malviventi prezzolati e quindi distrutta.
In ragione del trauma subito a seguito di tale aggressione, a soli trent'anni, la sua carriera venne definitivamente interrotta da gravi turbe psichiche.
Le partiture delle opere e la gran parte della sua produzione strumentale sono andate perdute.
Si conservano tuttora presso l'Accademia Urbense di Ovada e presso i discendenti, spartiti di pezzi per pianoforte, per piano e canto nonché un'aria dall'opera lirica Francesca da Rimini